# 前橋市立下川淵小学校
前橋市立下川淵小学校（まえばししりつ しもかわふちしょうがっこう）は、群馬県前橋市にある公立小学校。学校のシンボルはえのき。

## 所在地
群馬県前橋市鶴光路町38-1

## 沿革
- 明治8年 - 亀里小学校として開校
- 明治18年 - 亀里、力丸、三公田の3校を連合し、東群馬第三小学校となる
- 明治23年 - 下川淵尋常小学校となる
- 明治26年4月10日 - 第一下川淵尋常小学校となる
- 昭和29年4月1日 - 前橋市と合併し前橋市立下川淵小学校となる

## 学区
- 公田町[1]
- 横手町
- 亀里町
- 鶴光路町
- 新堀町
- 下阿内町
- 力丸町
- 徳丸町
- 房丸町
- 下川町

## 学校周辺
- 北関東自動車道前橋南IC
- 群馬県立産業技術センター
- 群馬県JAビル
- ベイシアビジネスセンター